# مدينة يونيخو
يونيخو هي بلدة في مقاطعة بودبيس، محافظة لودز، بولندا، يبلغ عدد سكانها 3011 نسمة (2017). مقر الحكومة المحلية في جمنا يونيخو.
تقع المدينة في الركن الشمالي الغربي من مقاطعة بودبيس، بالقرب من الحدود مع فويفودشب محافظة بولندا الكبرى. تشتهر يونيخو بمنتزهها الحراري والقلعة التي تعود للقرن الرابع عشر مع حديقة ذات مناظر طبيعية (34 هكتار (84 أكر)، وتعتبر واحدة من أفضل المنتزهات المحفوظة في وسط بولندا.[بحاجة لمصدر]

## تاريخ
يعود تاريخ المدينة إلى السنوات الأولى للدولة البولندية. ذُكِرت باسم يونيفو في ثور من البابا إنوسنت الثاني (1136)، يونيخو هي واحدة من أقدم مدن بولندا. في ذلك الوقت كانت ملكًا لرؤساء أساقفة جنيزنو، وحصلت على ميثاق المدينة على الأرجح قبل عام 1290. أول رئيس أساقفة يقيم بشكل رئيسي في يونيخو في المدينة كان بوقوميلوس في القرن الثاني عشر. في أواخر القرن الثالث عشر، أسس رئيس الأساقفة جاكوب أوينكا كنيسة الروح القدس ومستشفى، وفي عام 1331، أحرق الفرسان التوتونيون أونيجو. أعيد بناء المدينة، وفي أواخر القرن الرابع عشر وأوائل القرن الخامس عشر، كانت مركزًا محليًا للتجارة والحرف اليدوية. لقرون، تمتعت يونيخو بالعديد من الامتيازات التي منحها لها رؤساء أساقفة جنيزنو. في عام 1360-1365، بُنيت قلعة دفاعية هنا. أصبحت واحدة من مساكن الأساقفة، حيث عُقدت العديد من المجالس والاجتماعات. عُقد أول سينودس للكنيسة الكاثوليكية البولندية في يونيخو عام 1376. في عام 1520، قام رئيس أساقفة بولندا ورئيس أساقفة يان اسكي بدمج المدينة القديمة والمدينة الجديدة والضواحي في كيان واحد. في القرن السادس عشر فقدت المدينة أهميتها بعد أن بنى رئيسات بولندا مساكن جديدة في اوكز وسكرينفيتسه.
مثل العديد من المدن البولندية، سقطت يونخو بعد الغزو السويدي لبولندا في منتصف القرن السابع عشر. ونُهبت القلعة وأحرقت المدينة نفسها. تعرضت لحريقين خطيرين، في عامي 1736 و 1790، وبعد مؤتمر فيينا (1815)، أصبحت المدينة جزءًا من الكونغرس الذي تسيطر عليه روسيا في بولندا، حيث بقيت حتى الحرب العالمية الأولى. في عام 1836، مُنح يونيخو للجنرال القيصري كارل فيلهلم فون تول. كعقوبة على انتفاضة يناير البولندية غير الناجحة، كانت يونيخو واحدة من العديد من المدن التي جردت من ميثاق المدينة في عام 1870. في عام 1919، أصبحت يونيخو مرة أخرى مدينة بعد أن استعادت بولندا استقلالها في عام 1918.

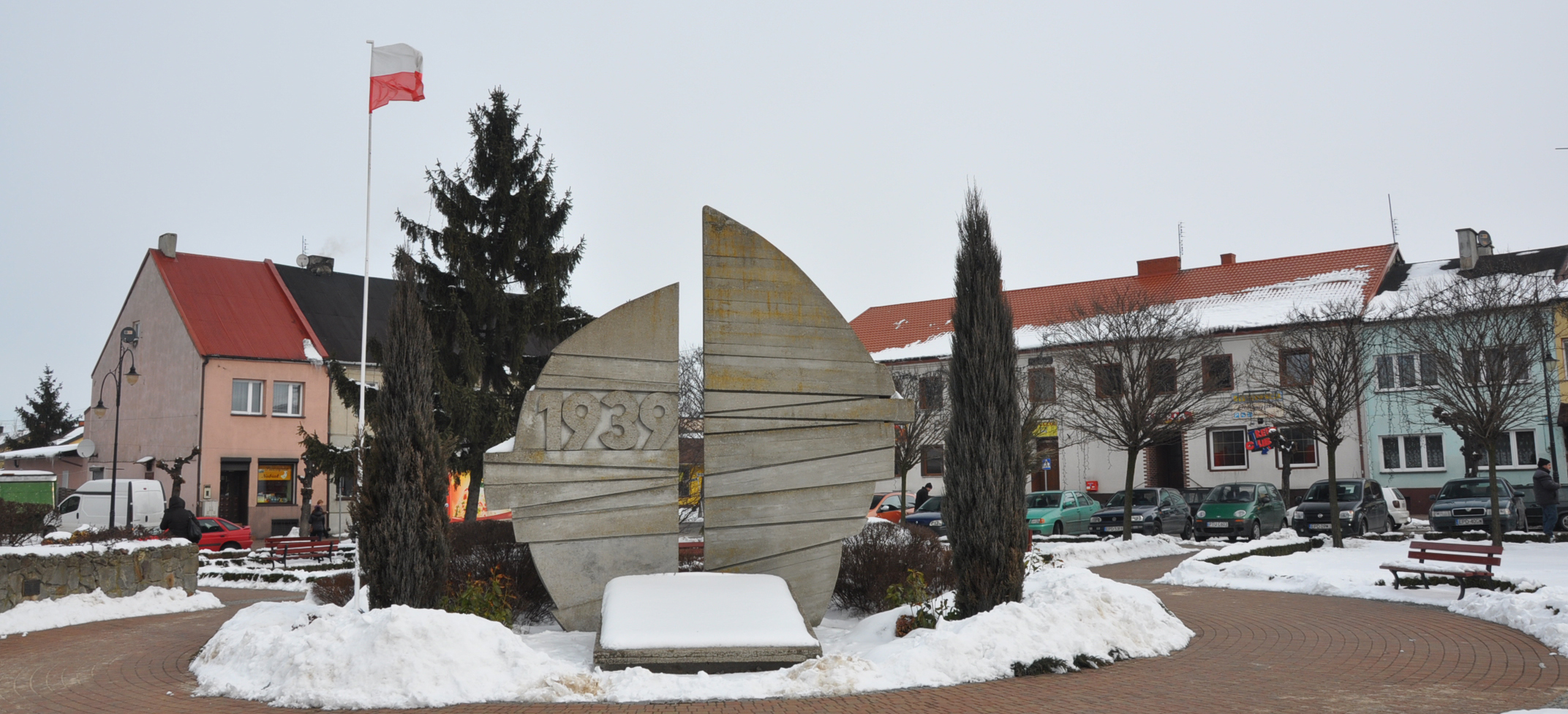
نصب تذكاري ل 1939 المدافعين البولنديين عن Uniejów

في سبتمبر 1939، أثناء الغزو الألماني لبولندا، الذي بدأ الحرب العالمية الثانية، قاومت الوحدات البولندية في جيش بوزنان تقدم الفيرماخت. خلال القتال العنيف، حرق يونيخو جزئيًا. انتقامًا للدفاع البولندي، ارتكب الألمان مجزرتين بحق السكان البولنديين، مما أسفر عن مقتل 36 شخصًا و 14 شخصًا في 6 و 8 سبتمبر على التوالي. السكان اليهود في يونيخو، الذين يبلغ عددهم أكثر من 1000 بقليل، تعرضوا على الفور لمعاملة وحشية من قبل الغزاة، واختطفوا للعمل القسري، والضرب، والسرقة. في عام 1940، نقلوا إلى حي اليهود في الجزء الأكثر تدهورًا من المدينة، وفي العام التالي، أُجبر جميع السكان اليهود البالغ عددهم حوالي 500 على العيش في أربعة مبانٍ. أرسل بعض الرجال الأقوياء إلى معسكرات العمل بالقرب من بوزنان. في أبريل 1940، اعتقل الألمان مدرسين بولنديين محليين. كان مدير المدرسة المحلية والمعلمون من بين المعلمين البولنديين الذين قُتلوا في معسكر اعتقال ماوتهاوزن. في يونيو 1940، طرد الألمان 88 بولنديًا، سلمت منازلهم للمستعمرين الألمان كجزء من سياسة المجال الحيوي. في أكتوبر 1941، أرسل جميع السكان اليهود في الجالية إلى الحي اليهودي في كوالي باسكي حيث أرسل معظمهم في يوليو 1942 إلى معسكر الإبادة خيلمنو وقتلوا بالغاز على الفور. أرسل عدد قليل منهم إلى حي لودز اليهودي. كان هناك عدد قليل من الناجين بين السكان اليهود في يونيخو، ربما حوالي 20. قتل رجال من الحركة القومية البولندية السرية أحد الناجين في غابة توريك في أواخر عام 1945، بعد أشهر من انتهاء الحرب.
حاليًا، يونيخو هي منتجع صحي ووجهة سياحية، بسبب منتزهها الطبيعي وعيونها المعدنية الحارة. يوجد في المدينة العديد من المطاعم والفنادق الواقعة في القلعة وغيرها من المرافق. توجد أيضًا مسارات للمشي وركوب الدراجات. من بين المعالم السياحية قلعة قوطية (بنيت في 1360-1365 من قبل رئيس الأساقفة ياروسلاف من بوغوريا وسكوتنيك، ثم رممت في 1956-1967)، وهي مجمع مع كاهن قوطي من القرن الرابع عشر، وبرج كنيسة على الطراز الباروكي الجديد (1901)، ومنزل ريفي كلاسيكي (1845). قرية سبيسيميرز، مع السلافية العريق غورد، الأكاذيب 4 كيلومتر (2.5 ميل)

## حمام حراري

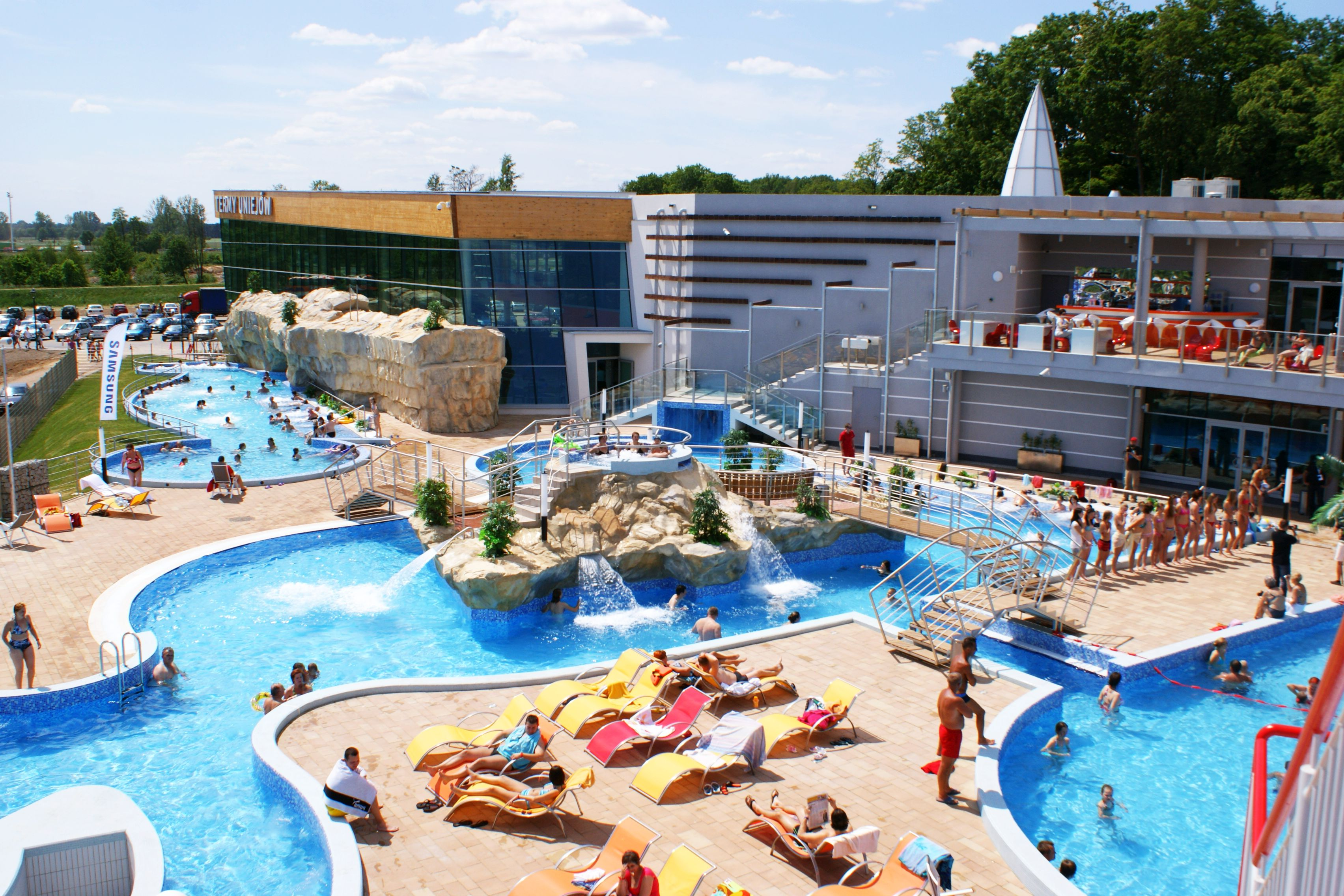
حديقة Uniejów الحرارية

تم استخدام المياه الحرارية الجوفية المستغلة من قبل بلدية يونخو في العلاج بالمياه المعدنية منذ التسعينيات. الآراء الإيجابية للأشخاص الذين يستخدمون الحمام الحراري، والإمكانيات الطبيعية والمناظر الطبيعية للبلدية، وقيمها السياحية والترفيهية، دفعت السلطات المحلية إلى التقدم بطلب للحصول على وصف منتجع صحي.

### المعالم:[13]
- في عام 2008، أصدر المعهد الوطني للصحة العامة - المعهد الوطني للصحة شهادة عن الخصائص العلاجية للمياه من نبع PIG / AGH-2.
- في نفس العام، أُصدرت شهادة تؤكد الخصائص العلاجية لمناخ يونيخو جنبًا إلى جنب مع تقييم الظروف المناخية الحيوية، بالإضافة إلى مسح مناخي، طُور بواسطة معهد ستانيسلاف ليسزيكي للجغرافيا والإدارة المكانية - أكاديمية العلوم البولندية في وارسو.[14]
- بناءً على هذه الوثائق في عام 2011، صدر رأي إيجابي عن منتجع يونيخو - الوثيقة الرئيسية لمنتجع السبا.
- في نفس العام، أصدر وزير الصحة قرارًا يؤكد إمكانية العلاج بالمياه المعدنية في بلدية يونيخو. يمكن هنا علاج الأمراض التالية: العظام والرضوض، والعصبية، والروماتيزمية، والجهاز العصبي المحيطي، والجلدية.
- في عام 2012، وقع رئيس الوزراء لائحة بشأن منح مكانة منتجع صحي لمدينة يونيخو مع قرى: سبيسيميرز وسبيسيميرز كولونيا وزيليتش وكوبي.

نظرًا لأن أساس العلاج بالمنتجع الصحي في يونيخو هو المياه الجوفية، مُنحَت المدينة مكانة «منتجع صحي حراري».

## الأماكن ذات الأهمية
- قلعة يونيخو ومنتزه القلعة: يفتح برج القلعة والساحة وغرفة تحت الأرض للزوار. تتوفر الجولات المصحوبة بمرشدين. يمكن الوصول إلى البرج من أبريل إلى نهاية نوفمبر. يمكن للزوار التنزه عبر حديقة المناظر الطبيعية الإنجليزية التي تعود للقرن التاسع عشر والتي تضم العديد من المعالم الطبيعية.
- كنيسة جماعية من القرن الرابع عشر تقع بالقرب من ساحة السوق تشمل العناصر ذات الأهمية التاريخية الأكبر قنطرة مضلعة من القرن الرابع عشر، والتابوت البرونزي، الذي يعود تاريخه إلى عام 1666، للقديس بوغوميتش. جددت الكنيسة الصغيرة والتابوت الحجري مؤخرًا. لا تزال رفات رئيس الأساقفة محفوظة في المجموعة. بالقرب من الكنيسة يوجد برج الجرس الباروكي الجديد الذي يبلغ ارتفاعه 25 مترًا.
- منتزه يونيخو الحراري:[15] يتكون من عدد من حمامات السباحة الحرارية الخارجية والداخلية. درجة حرارة الماء 33 درجة مئوية في الصيف و 35 درجة مئوية في الشتاء. تدفأ المباني بالكامل باستخدام الطاقة الحرارية الأرضية.[بحاجة لمصدر] منحت حديقة ثميرال يونيخو في مسابقة «عجائب بولندا السبعة» الجائزة التي نظمتها ناشيونال جيوغرافيك للسفر (النسخة البولندية). إنه مفتوح للزوار 365 يومًا في السنة.

## صالة عرض

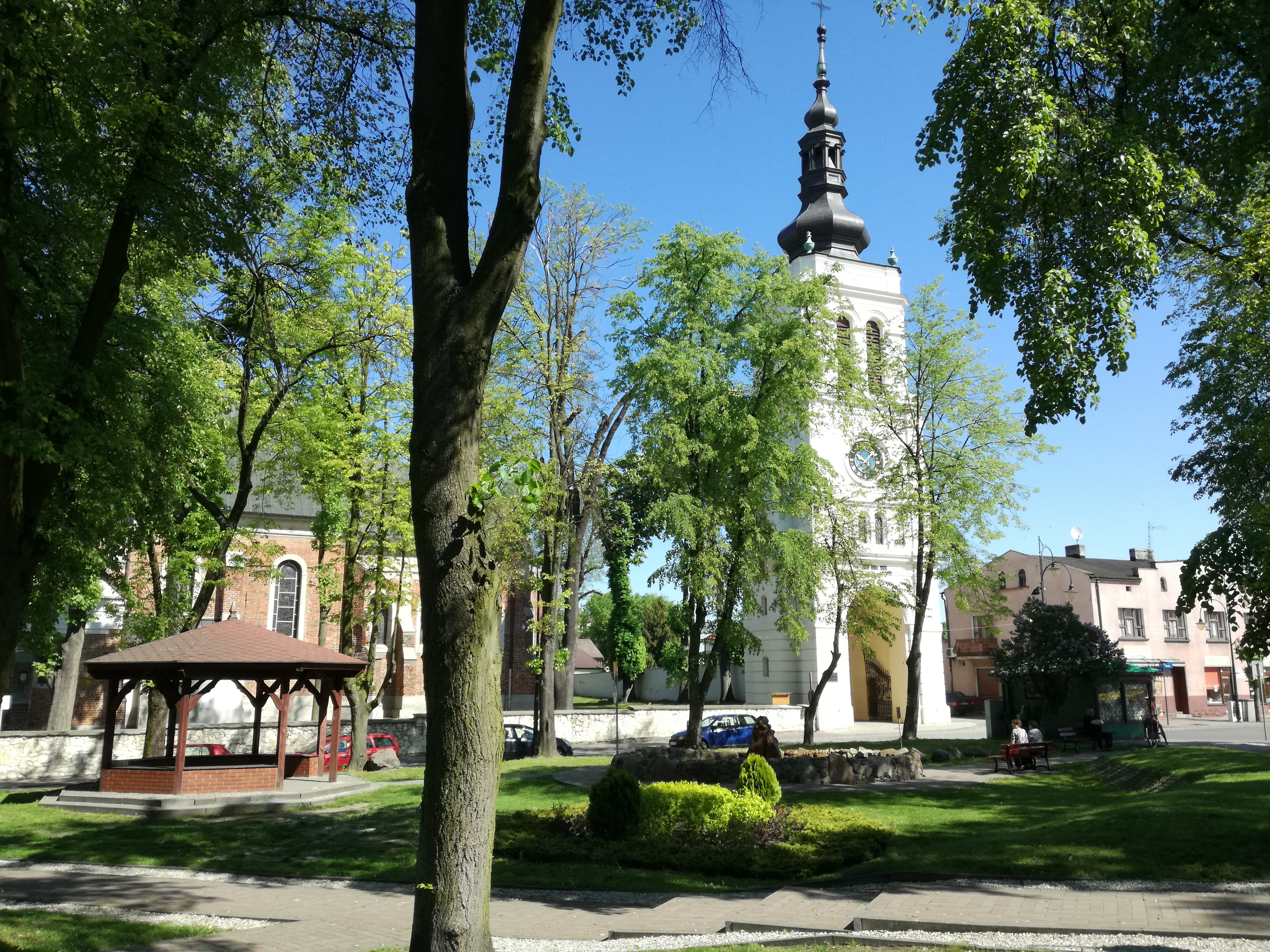
ساحة السوق والكنيسة الجماعية وبرج الجرس
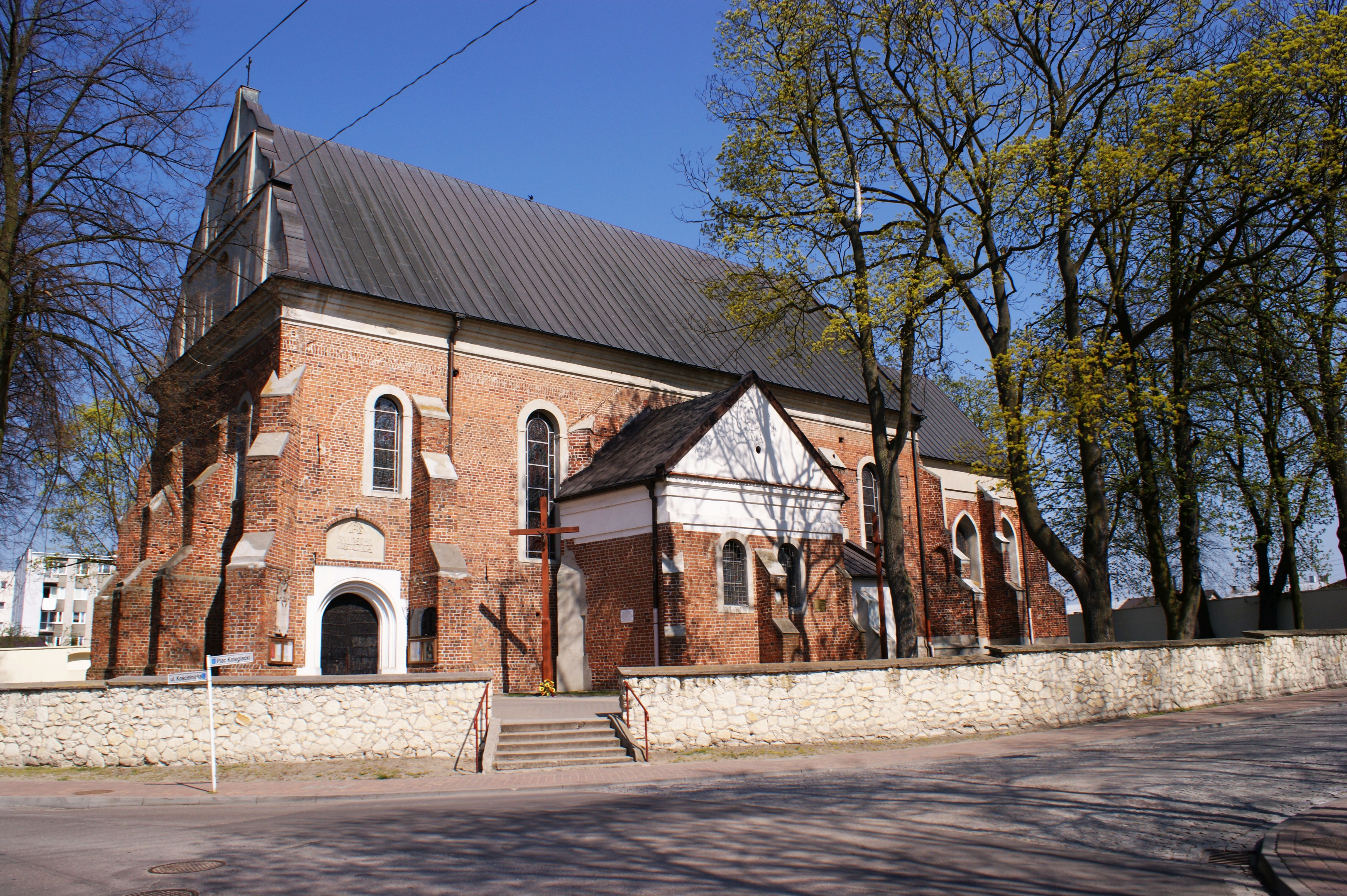
كنيسة جماعية من القرن الرابع عشر
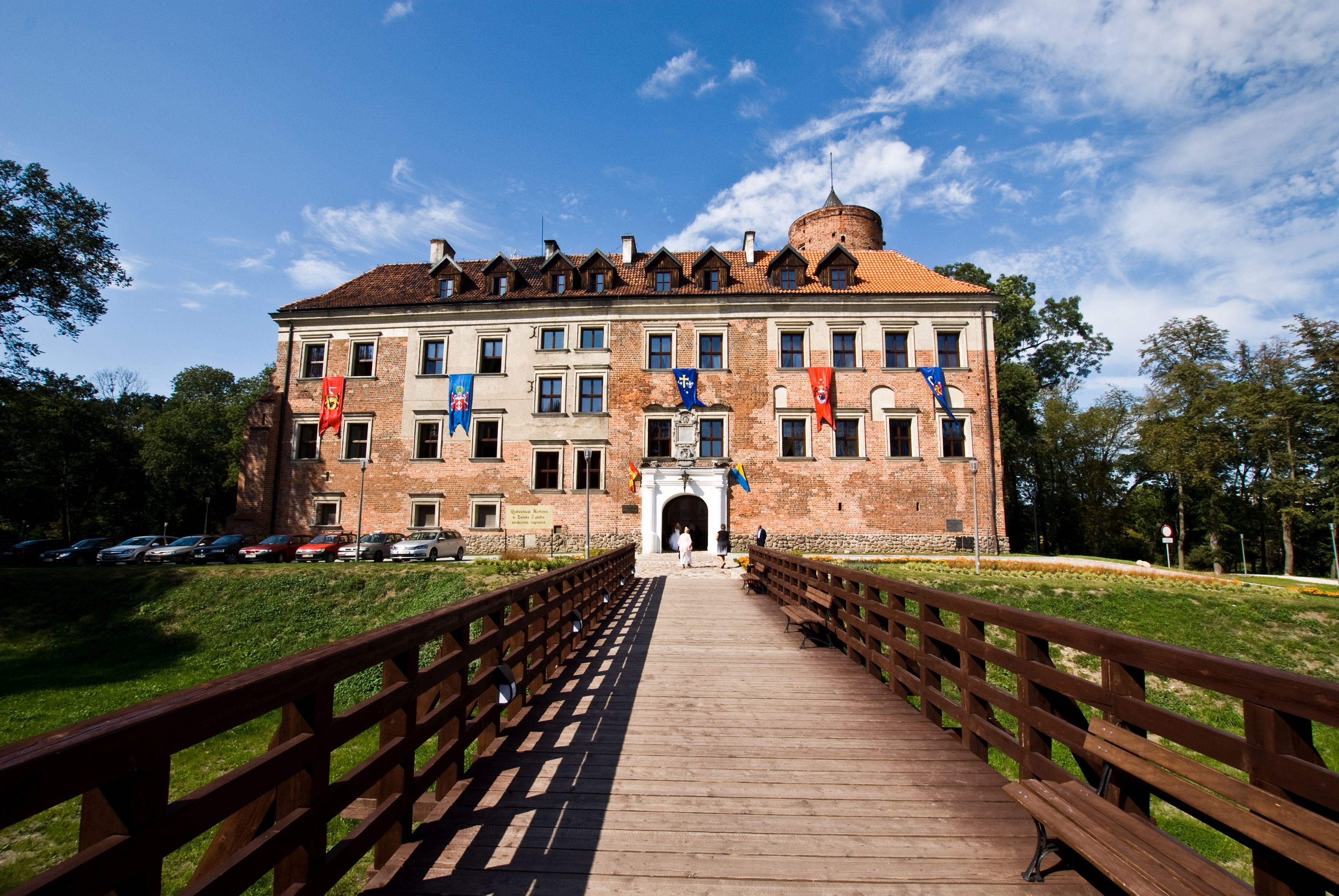
قلعة رؤساء أساقفة جنيزنو من القرن الرابع عشر
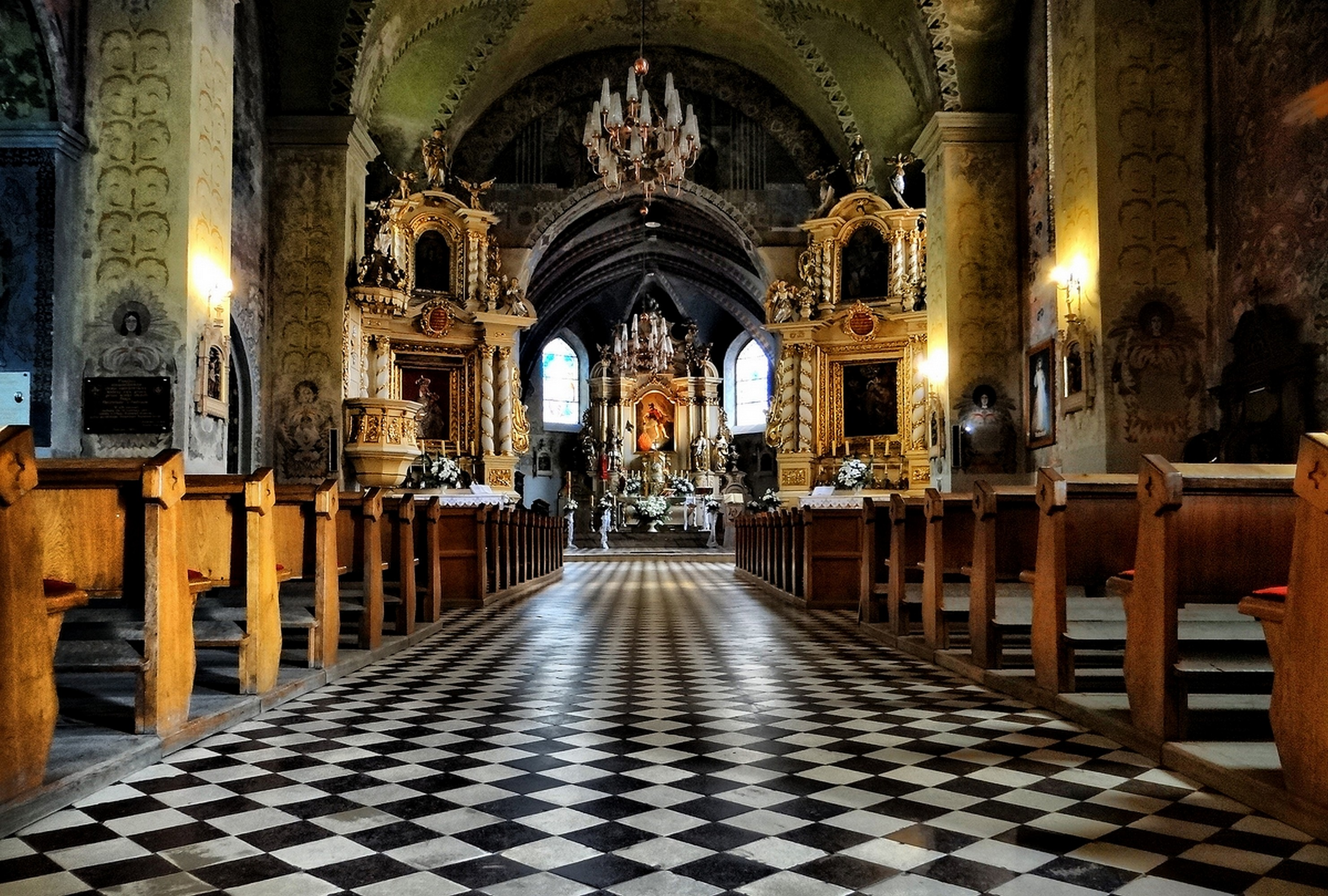
الكنيسة الجماعية الداخلية

## روابط خارجية
- الموقع الرسمي لبلدية Uniejów
- سبا Uniejów الحراري